# Liste der amtierenden deutschen Landesumweltminister
Als Landesumweltminister werden umgangssprachlich die für Umweltfragen zuständigen Minister der deutschen Länder bezeichnet, unabhängig von der jeweils geltenden offiziellen Ressortbezeichnung. Die Umweltminister der Länder arbeiten in der Umweltministerkonferenz zusammen, an der auch der zuständige Bundesumweltminister teilnimmt.
Von den 16 Landesumweltministern sind derzeit neun Männer und sieben Frauen. Sieben Minister sind Mitglied der Grünen, vier der SPD, drei der CDU und je einer gehört den Freien Wählern und dem BSW an.
Die gegenwärtig längste Amtszeit hat der Umweltminister Mecklenburg-Vorpommerns, Till Backhaus (seit 2006, SPD).
| Land                   | Name                         | Amtsantritt        | Regierung                                                                    | Partei | Partei       | Ressortzuschnitt                                             | Bild |
| ---------------------- | ---------------------------- | ------------------ | ---------------------------------------------------------------------------- | ------ | ------------ | ------------------------------------------------------------ | ---- |
| Baden-Württemberg      | Thekla Walker                | 12. Mai 2021       | Kretschmann III                                                              |        | Grüne        | Umwelt, Klima und Energiewirtschaft                          |      |
| Bayern                 | Thorsten Glauber             | 12. November 2018  | Söder II Söder III                                                           |        | Freie Wähler | Umwelt und Verbraucherschutz                                 |      |
| Berlin                 | Ute Bonde                    | 23. Mai 2024       | Wegner                                                                       |        | CDU          | Mobilität, Verkehr, Klimaschutz und Umwelt                   |      |
| Brandenburg            | Hanka Mittelstädt            | 11. Dezember 2024  | Woidke IV                                                                    |        | SPD          | Land- und Ernährungswirtschaft, Umwelt und Verbraucherschutz |      |
| Bremen                 | Kathrin Moosdorf             | 5. Juli 2023       | Bovenschulte II                                                              |        | Grüne        | Umwelt, Klima und Wissenschaft                               |      |
| Hamburg                | Katharina Fegebank           | 7. Mai 2025        | Tschentscher III                                                             |        | Grüne        | Behörde für Umwelt, Klima, Energie und Agrarwirtschaft       |      |
| Hessen                 | Ingmar Jung                  | 18. Januar 2024    | Rhein II                                                                     |        | CDU          | Landwirtschaft und Umwelt, Weinbau, Forsten, Jagd und Heimat |      |
| Mecklenburg-Vorpommern | Till Backhaus                | 7. November 2006   | Ringstorff III Sellering I Sellering II Sellering III Schwesig I Schwesig II |        | SPD          | Klimaschutz, Landwirtschaft, ländliche Räume und Umwelt      |      |
| Niedersachsen          | Christian Meyer              | 8. November 2022   | Weil III Lies                                                                |        | Grüne        | Umwelt, Energie und Klimaschutz                              |      |
| Nordrhein-Westfalen    | Oliver Krischer              | 29. Juni 2022      | Wüst II                                                                      |        | Grüne        | Umwelt, Naturschutz und Verkehr                              |      |
| Rheinland-Pfalz        | Katrin Eder                  | 15. Dezember 2021  | Dreyer III Schweitzer                                                        |        | Grüne        | Klimaschutz, Umwelt, Energie und Mobilität                   |      |
| Saarland               | Petra Berg                   | 26. April 2022     | Rehlinger                                                                    |        | SPD          | Umwelt, Klimaschutz, Mobilität, Agrar und Verbraucherschutz  |      |
| Sachsen                | Georg-Ludwig von Breitenbuch | 19. Dezember 2024  | Kretschmer III                                                               |        | CDU          | Umwelt und Landwirtschaft                                    |      |
| Sachsen-Anhalt         | Armin Willingmann            | 16. September 2021 | Haseloff III                                                                 |        | SPD          | Wissenschaft, Energie, Klimaschutz und Umwelt                |      |
| Schleswig-Holstein     | Tobias Goldschmidt           | 29. Juni 2022      | Günther II                                                                   |        | Grüne        | Energiewende, Klimaschutz, Umwelt und Natur                  |      |
| Thüringen              | Tilo Kummer                  | 12. Dezember 2024  | Voigt                                                                        |        | BSW          | Umwelt, Energie, Naturschutz und Forsten                     |      |

## Erläuterungen
1. ↑  In den Bundesländern Berlin, Hamburg und Bremen heißt die Regierung „Senat“, in Bayern und Sachsen „Staatsregierung“, in Rheinland-Pfalz „Ministerrat“ und in den restlichen Bundesländern „Landesregierung“.